# بيران
بيران (أو بايران) هو مركب عضوي حلقي غير متجانس وغير مشبع له الصيغة الكيميائية C5H6O.
يتألف المركب بنيوياً من حلقة سداسية حاوية على ذرة أكسجين واحدة وعلى رابطتين مضاعفتين؛ ويطلق على مشتقاته اسم بيرانات. يوجد هناك متصاوغان من المركب، وهما 2H-بيران (أو α-بيران)، حيث تكون مجموعة الميثيلين CH2 في الموقع 2، والآخر هو 4H-بيران (أو γ-بيران)، ويكون فيه الكربون المشبع في الموقع 4.

## التحضير
عزل مركب 4H-بيران أولاً وحددت خواصه سنة 1962 بدراسة تفاعل التحلل الحراري لمركب 2-أسيتوكسي-4,3-ثنائي هيدرو-2H-بيران.

## الخواص
يعد مركب البيران غير مستقر، إذ سرعان ما يتفكك في الهواء، ويتحول إلى مركب ثنائي هيدرو البيران وأيون بايريليوم pyrylium، والذي يسهل حلمهته في الأوساط المائية.

## المشتقات
لمشتقات البيران (البيرانات) أهمية كبيرة، منها ثنائي هيدرو البيران ورباعي هيدرو البيران، والمركب الأخير يعطي الاسم العام للكربوهيدرات سداسية الحلقة المشبعة الحاوية على الأكسجين وهي مركبات البيرانوز.
من المشتقات المهمة أيضاَ مركبات بيرانون، وهي منتجات طبيعية، ومن أمثلتها كومارين ومركبات الفلافونات.

## اقرأ أيضاً
- فوران
- 4،1-ديوكسان